# W54
Pour les articles homonymes, voir W54 (homonymie).

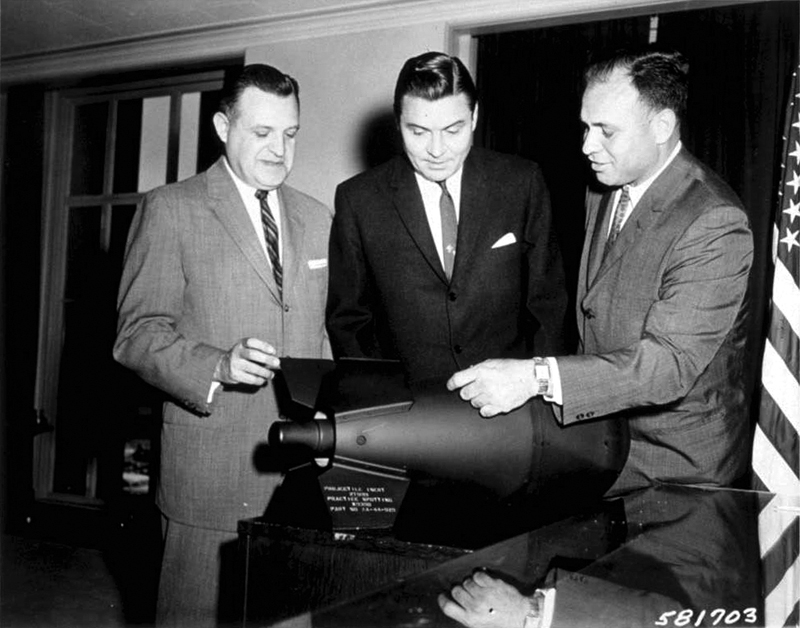
L'ogive W54 se retrouvait dans les projectiles M-388 du système d'armes Davy Crockett.

La W54 était une ogive atomique américaine. Prévue pour des utilisations tactiques, elle avait une puissance explosive très faible comparée aux autres explosifs atomiques.

## Description
La W54 a été conçue par le Laboratoire national de Los Alamos et fabriquée par la Commission de l'énergie atomique des États-Unis.
Elle était très petite comparée aux autres ogives atomiques.
Environ 400 ogives ont été fabriquées de 1961 jusqu'au début de 1962. Elles ont été déployées jusqu'en 1971 au moins.

## Tests de préfabrication
Les premiers tests officiellement connus ayant les caractéristiques de la W54 semblent être les détonations Pascal A et Pascal B en 1957, lors de l'opération Plumbbob. Conçues pour dégager une faible puissance atomique, elles ont produit beaucoup plus d'énergie qu'anticipé (soit des dizaines de tonnes ou des centaines de tonnes).
Ces tests ont été suivis d'autres du prototype XW51, qui est devenu le prototype XW54, testé en 1958 lors de l'opération Hardtack I (Hardtack Quince et Hardtack Fig). Ces tests ont échoué dans le sens où les ogives n'ont pas explosé.
D'autres tests des prototypes XW51 et de XW54 ont suivi en 1958 lors de l'opération Hardtack II (tests Otero, Bernalillo, Luna, Mora, Colfax, Lea, Hamilton, Dona Ana, San Juan, Socorro, Catron, De Baca, Chavez, Humboldt et Santa Fe). À ce moment, la XW51 et la XW54 avaient subi un plus grand nombre de tests que toute autre arme nucléaire américaine en évaluation, ce qui démontrait combien il était difficile de concevoir une arme atomique à la fois fiable et de faible puissance.
Lors de l'opération Nougat en 1961, d'autres tests ont suivi. À ce moment, la W54 explosait en produisant régulièrement la puissance attendue.

## Variantes
Il y a quatre modèles distincts de la W54, chacun produisant une puissance explosive différente. Ce sont :
1. Mk 54 (Davy Crockett) : 10 ou 20 tonnes d'équivalent de Trinitrotoluène, munition d'artillerie Davy Crockett
2. Mk 54 (SADM) : puissance variable allant de 10 à 1 000 tonnes[1]
3. W54 : 250 tonnes, ogive pour le missile Falcon
4. W72 : 600 tonnes, ogive W54 du Falcon reconditionnée pour le missile Walleye

## Spécifications
Les quatre variantes partagent le même cœur : un étage qui a un diamètre de 10,75 pouces (270 mm), une longueur d'environ 15,7 pouces (400 mm), le tout pesant environ 50 livres (environ 23 kg).
En se basant sur les photos disponibles, notamment celles de la Davy Crockett, le cœur de la W54 n'est ni sphérique ni elliptique.

## Usages connus et théoriques

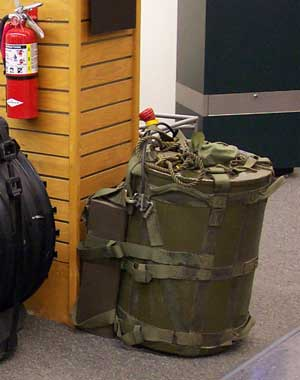
La W54 peut entrer dans le coffre de la SADM.

Prévues au départ pour être tirées par des soldats de l'armée de terre américaine en combat au sol, elles pouvaient théoriquement être tirées par des bazookas. Les premières versions connues pouvaient détruire deux pâtés de maisons si elles dégageaient une puissance explosive de 10 tonnes. Des versions plus grosses pouvaient dégager une puissance se situant entre 10 et 250 tonnes. Bien qu'elles soient de faible puissance comparées aux autres armes atomiques, mesurées en kilotonnes, ce sont des puissances explosives très importantes à l'échelle humaine. En comparaison, 10 tonnes de puissance explosive représente de deux à quatre fois la puissance explosive dégagée lors de l'attentat d'Oklahoma City, la version à 250 tonnes est de 50 à 100 fois plus puissante.
Plusieurs variantes de la W54 ont été fabriquées et furent en service dans différents corps d'armée américains, le US Coast Guard excepté.
La W54 est suffisamment petite pour être déployée comme Special Atomic Demolition Munition (SADM), que l'on peut qualifier de « bombe atomique dans un attaché-case ». Son surnom est d'ailleurs celui de "backpack nuke".
Les SEAL américains ont testé la W54 dans le cadre d'un projet vers le milieu des années 1960, projet démontrant la faisabilité d'un assaut destiné à détruire un port ou tout autre lieu accessible depuis la mer. Cette version devait être livrée par parachutage accompagné de deux hommes puis amené sur place avant d'être armée manuellement.
L'United States Air Force a aussi développé un projet impliquant la W54 : le missile air-air Falcon transportait une telle ogive. C'est le seul missile guidé air-air qui a transporté une ogive nucléaire.

### W72
Lorsque le missile Falcon fut retiré du service, 300 ogives furent reconditionées et améliorées, et leur puissance explosive augmentée entre 1970 et 1972. Elles furent renommées W72. Ces ogives furent embarquées à bord des Walleye, missiles planant guidés par télévision vers leur cible. Elles furent en service jusqu'en 1979.
La W72 avait une puissance explosive d'environ 600 tonnes.

## Tests connus
Des ogives W54 déjà fabriquées furent testées au site d'essais du Nevada le 7 et le 17 juillet 1962. Lors du test Little Feller II (7 juillet), l'ogive fut suspendue à seulement trois pieds du sol et avait une puissance explosive équivalente à 22 tonnes. Lors du test Little Feller I (17 juillet), l'ogive fut projeté dans une Davy Crockett depuis un obusier fixe de 155 millimètres et programmée pour détoner entre 20 et 40 pieds au-dessus du sol à environ 1,7 milles de l'obusier, elle avait une puissance explosive de 18 tonnes de Trinitrotoluène.
Ce test fut le dernier en atmosphère à survenir au site d'essais du Nevada et fut fait en conjonction avec l'Opération Ivy Flats, une simulation d'environnement militaire. Ces deux évènements furent observés par L'attorney général Robert F. Kennedy et un conseiller présidentiel, le général Maxwell D. Taylor. Des extraits vidéos de l'opération furent déclassifiées par le département de l'Énergie des États-Unis le 22 décembre 1997. Quelques détails sur les SADM furent aussi publiés avant cette déclassification.